# Veronai autóbusz-baleset
A veronai autóbusz-baleset súlyos közúti baleset volt, ami 2017. január 20-án éjfél körül történt Verona és Velence között, San Martino Buon Albergo község külterületén, az A4-es autópálya 289-es kilométerszelvényénél, a Verona-kelet lehajtó közelében. Az autóbusz Franciaországból, a Szinyei Merse Pál Gimnázium által évente megrendezett sítáborból tartott hazafelé, rajta utaztak a gimnázium tanárai, diákjai, egykori diákjai, az egyik tanár családtagjai, valamint két járművezető, összesen 56 fő – 43 fiatalkorú és 13 felnőtt (a két járművezetőt is beleértve). A Magyarország irányába tartó autóbusz letért az útról, és fékezés nélkül az autópálya szalagkorlátjának hajtott, majd egy autópályahíd pillérének csapódott, végül kigyulladt. A balesetben 18 fő vesztette életét. A jármű a Pizolit Busz Személyszállító Kft. autóbusza volt, a cég két főállású autóbusz-vezetője vezette az előírások által kijelölt pihenőidők betartásával. A sofőrök röviddel a baleset előtt váltották egymást. A jármű egy Setra márkájú S 317 GT-HD típusú busz volt. Az ANSA olasz hírügynökség január 31-én kiadott jelentése szerint egy 52 éves férfi vezethette a járművet a január 20-i baleset idején.
A buszvezető büntetőperét tárgyaló olasz bíróság 2020. augusztusi indoklása szerint a katasztrófát a vezető hosszú ideje fennálló alvászavara okozta, valamint a busz számos átalakítása miatt közlekedésre alkalmatlan volt. Az ütközés következtében többen kirepültek a járműből, a jobb oldalon lévő első hét üléssor összepréselődött. Ez a legsúlyosabb a külföldön magyar állampolgárokat ért buszbalesetek között az 1999-es deutschlandsbergi autóbusz-baleset óta. Az eset pontos okainak kivizsgálására vizsgálat indult.

## A baleset háttere
A Setra márkájú S 317 GT-HD típusú jármű a kiskunfélegyházi székhelyű Pizolit Busz Személyszállító Kft. autóbusza volt, melyet a cég két főállású autóbuszvezetője vezetett, akik mindketten 25 éves tapasztalattal a hátuk mögött végeztek személyszállítást. A járművezetők korábban már többször is vittek hasonló járatokat hosszabb külföldi utakra. A sofőrök mintegy egy órával a baleset előtt váltották egymást.
A személyszállító cég ügyvezető-igazgatója elmondása alapján a jármű "jól karbantartott, jó műszaki állapotú" autóbusz volt.
A gimnázium több éve ugyanezzel a társasággal oldotta meg az évenkénti sítúrák szervezését.
A baleset helyszínén a nyomozást végző hatóságok nem találtak féknyomot, illetve a jármű vizsgálata során nem találtak meghibásodására utaló nyomot.
A baleset súlyosságát fokozhatta az, hogy ezen az autóbusztípuson az üzemanyagtartály az első tengely előtt található, amely az ütközés során szétroncsolódott. A nyomozás során megállapították, hogy a busztársaság spórolni akart az üzemanyagon, így a busznak  kibővített tankja volt. Elvileg azonban csak gyári üzemanyag-tartállyal vagy a gyár által engedélyezett bővítéssel, kiegészítéssel lehet haszongépjárművet üzemeltetni. A póttank meglétét feltételező olasz szakértői véleményt azonban a Pizolit Személyszállító Kft. ügyvezető igazgatója cáfolta.
A buszon az utaslista alapján a két gépkocsivezetővel együtt 56 fő utazott. Az utasok döntő többsége a budapesti Szinyei Merse Pál Gimnázium tanulói, főleg 14 és 18 év közti diákok voltak.
A balesetben az első információk szerint 7 fő a helyszínen életét vesztette. Később – a Corriere della Sera lap értesülései alapján – 16 főre emelkedett az áldozatok száma. A baleset áldozatai azok közül kerültek ki, akik az ütközés miatt összeroncsolódott jobb oldali részben utaztak, illetve az égő buszban rekedtek.
A balesetben a siófoki Baross Gábor Szakközépiskola egyik tanulója, valamint édesanyja is életét vesztette. A diák mostohaapja túlélte az ütközést.
A Dunakeszi Kinizsi Futsal Klub egyik játékosa is az áldozatok között van.
A balesetben elhunyt a Ferencvárosi Torna Club jégkorong szakosztályának egyik harmincéves játékosa, valamint tizennyolc éves húga. Mindketten az égő buszból diákokat mentő testnevelő tanár gyermekei voltak. Ő és felesége túlélték az ütközést. A testnevelő tanár, Vígh György lett az RTL Klub jelöltjei közül a nézők szavazatai alapján az "Év Embere". Vígh György 2019. október 15-én elhunyt.
A Szinyei Merse Pál Gimnázium történelem-magyar szakos tanára is életét vesztette a balesetben.
A balesetben megsérült személyek közül egy főt mesterséges kómában tartanak, tizenkettő fő súlyosan megsérült. Rajtuk kívül további tizenhárom fő könnyebb sérüléseket szenvedett. Összesen huszonhat fő a sérültek száma.
A sérülteket három közeli kórházba szállították: az egyikbe csak könnyebb sérülésekkel rendelkező sérülteket, a másik kettőbe a súlyos sérülteket.
A baleset után szűk másfél nappal már csak hat súlyos sérültről lehetett tudni, akik mindegyike felnőtt korú volt. Kettő fő közülük nem volt olyan állapotban, hogy hazaszállítsák Magyarországra, míg a másik négy fő (egy házaspár és két férfi) állapota stabilizálódott, bár súlyos sérüléseik voltak. Egyikük, egy 50 év körüli férfi márciusban belehalt sérüléseibe. A két legsúlyosabb, valamint egy – az állapotának változása miatt megfigyelés alatt tartott – sérült kivételével vasárnap a baleset minden sérültje visszatérhetett Magyarországra.

## Reakciók
A Szinyei Merse Pál Gimnáziumnál a baleset másnapján megemlékezést tartottak. Az iskolánál sokan helyeztek el gyertyákat, virágokat az áldozatok emlékére. A gimnázium pszichológusa a baleset helyszínére utazott. Az Országos Mentőszolgálat négy mentőautót, illetve ezek személyzetét küldte a helyszínre a sérültek hazaszállításának érdekében. A magyar állam átvállalta az áldozatok hazaszállításával és a sérültek ellátásával kapcsolatos költségeket.
A balesetet komolyabb sérülések nélkül átvészelő túlélőket Verona külvárosában egy szálloda látta vendégül. A túlélőket a helyiek az ügyintézés terén, illetve öltözékük pótlása terén is segítették.
A kormány 2017. január 23-ára nemzeti gyásznapot rendelt el. Ezen a napon a Budapesti Közlekedési Központ és a Nemzeti Fejlesztési Minisztérium által megrendelt járatok (1–299; 900–999) fekete szalaggal közlekedtek, illetve a BKK Zrt., BKV Zrt. és a VT-Arriva Kft. székházára fekete zászlót tűztek ki. A nemzeti gyásznap alkalmából számos televíziós csatorna is jelezte szolidaritását képernyőjén: M1, M2, M3, M4 Sport, M5, Duna, Duna World, Hatoscsatorna (nemzeti zászlóval és fekete szalaggal); Spektrum, Comedy Central, Paramount Channel, Film Cafe, Story4, Story5, TV Paprika (fekete szalaggal); TV2, Super TV2, Hír TV, Prime, Mozi+ (átlós fekete sávval); RTL Klub, RTL II, ATV, Echo TV, Cool TV, Sorozat+, Eurosport 1, Eurosport 2, 1 Music Channel, H!T Music Channel (részben fekete logóval).
A kiskunfélegyházi Pizolit Személyszállító Kft. ügyvezető-igazgatója, Czakó Tibor elmondása alapján a buszt felváltva vezető két békéscsabai sofőr „tapasztalt, rutinos, megbízható” járművezető volt. Nyilatkozata szerint „Lelkiismeretes, a járműre ügyelő sofőrök vezették a buszt, akik bármilyen apró műszaki jellegű probléma esetén jelentkeztek volna.”
A Dal című zenei verseny – a baleset napját követő – szombati adása kegyeleti okokból elmaradt, helyette a Dunán Pergolesi Stabat Mater című komolyzenei művét és a Hét év Tibetben című filmet sugározták. A Dal és az ahhoz kapcsolódó A Dal – Kulissza című műsorokat két héttel később pótolták. Ezenkívül szombattól hétfőig több program elmaradt, vagy más témával került műsorra a közmédia csatornáin.
A Magyarországi Egyházak Ökumenikus Tanácsa felhívása nyomán az ökumenikus imahét alkalmain megemlékeztek a baleset áldozatairól és országszerte számos gyülekezetben imádkoztak a túlélőkért és a gyászolókért.

### Részvétnyilvánítások
A balesettel kapcsolatban őszinte részvétét fejezte ki többek közt:
- Áder János, Magyarország köztársasági elnöke
- Orbán Viktor, Magyarország miniszterelnöke
- Szijjártó Péter, Magyarország külügyminisztere
- Tarlós István, Budapest főpolgármestere
- Jean-Claude Juncker, az Európai Bizottság elnöke[44]
- Antonio Tajani, az Európai Parlament elnöke[44]
- Ferenc pápa, a katolikus egyház vezetője[45]
- Vlagyimir Putyin, Oroszország elnöke[46]
- Paolo Gentiloni, Olaszország miniszterelnöke
- Angela Merkel, Németország kancellárja
- Alekszandar Vucsics, Szerbia miniszterelnöke[47]
- Miroslav Lajčák, Szlovákia külügyminisztere[48][49][50]
- VI. Fülöp, Spanyolország királya.[51]
- Cser-Palkovics András, Székesfehérvár megyei jogú város polgármestere[52]

### Kegyeletsértés
A Magyarországi Szcientológia Vallási Egyesület képviselői egy Verona közelében élő magyar származású rendezvényszervező segítségével megszerezték a gyászoló családtagok nevét, telefonszámát és lakcímét, és ezeket a személyes adatokat felhasználva zaklatták a hozzátartozókat: egy reklámkampányban akarták felhasználni őket. 2017. február 2-án a Nemzeti Adatvédelmi és Információszabadság Hatóság (NAIH) elnöke felszólította a vallási egyesületet, hogy hagyjanak fel a zaklatással, és semmisítsék meg a jogtalanul gyűjtött adatokat tartalmazó adatbázist.

## Vizsgálatok
A Nemzeti Nyomozó Iroda (NNI) nyomozást rendelt el ismeretlen tettes ellen halálos tömegszerencsétlenséget okozó, foglalkozás körében elkövetett gondatlan veszélyeztetés gyanújával. A nyomozásnak 2018 decemberéig nem volt gyanúsítottja. A késlekedés mögött egyesek politikai okokat sejtenek. 
Velük párhuzamosan az olasz hatóságok elvégezték az áldozatok azonosítását, és kivizsgálták a baleset körülményeit és okait. A veronai államügyészség gondatlanságból elkövetett, több ember halálával járó közúti baleset okozása miatt indított nyomozást.
Az olaszországi nyomozáshoz készült szakértői jelentés megállapította, hogy az 53 személy szállítására levizsgáztatott buszt engedély nélkül átalakították 58 személy szállítására. Emellett ugyancsak engedély nélkül építettek be a buszba még egy 370 literes üzemanyagtartályt. A jegyzőkönyv szerint az alvászavarok miatt kezelt sofőr a gyógykezeléséhez előírt készülék és a felírt orvosságok szedése mellett nem vezethetett volna. Az olasz szakértői jelentést a veronai ügyészség büntetőjogilag irrelevánsnak nyilvánította, viszont egy magyar beadvány alapján 2018. május 22-én az olasz bíróságon vádemelést nyújtott be hat fővel szemben. 
A baleset kapcsán vizsgálat indult azzal kapcsolatban, hogy a Szinyei Merse Pál Gimnázium a köznevelési szabályoknak és az iskola belső szabályzatának megfelelően szervezte-e meg az utazást. Az iskolák által szervezett külső programok jogi hátterét is felülvizsgálják a magyar hatóságok.

## Per
Olaszországban, Veronában 2018. október 31-én kezdődött meg a büntetőper 6 ember ellen: az autóbusz magyar vezetője, az A4-es autópálya Brescia-Padova szakaszáért felelős mérnök, az érintett sztrádaszakasz biztonsági elemeit tervező és ezek építését irányító műszaki hivatal vezetője, valamint az Anas olasz autópálya-üzemeltető vállalat három mérnöke ellen, akik a biztonsági elemekért voltak felelősek. A tervezők, útfenntartó-karbantartó és három mérnök felelősségét azért vizsgálják, mert ők ellenőrizték 1993-ban a csomópont műszaki átadását. Bűnösségük megállapítása esetén akár 18 év börtönre is ítélhetik őket. A gyanú szerint egy „ottfelejtett” „oszloptartó-konzol” okozta a busz defektjét, s ezzel magát a tragédiát.
A magyar sofőr rövidített eljárást kért, ezért az ő esetében már 2020 augusztusában külön döntött a bíróság, és a maximálisan adható 12 év börtönbüntetést szabta ki, valamint örökre eltiltották a vezetéstől. Olaszországban az ilyen, diákokat érintő közúti balesetek nem a gondatlanságból elkövetett, hanem közúti emberölés minősítésű. Az ítélet ellen a sofőr ügyvédei fellebbeztek. Decemberben várhatóan elindul az autópályamérnökök ellen is az eljárás. 2021 októberében másodfokon a sofőrt a vád és a védelem peren kívüli egyezségével jogerősen 6 év letöltendő szabadságvesztésre ítélték, amelyet Olaszországban kell letöltenie. A sofőr kérésére azonban a kiadatási kérelmet elutasították 2022 szeptemberében, így a büntetését Magyarországon tölti le, de azt csak decemberben állapították meg, hogy a magyar jogban nem létező olasz „közúti emberölés” miatti szabadságvesztés fogházbüntetést jelent.

## Következményei
A baleset kapcsán több jogszabályt módosítottak pl.:
- a kormány rendeletet adott ki (47/2017. (III. 17.) Korm. rendelet) az autóbuszos személyszállítási szolgáltatásnak a 181/2011/EU rendeletben nem szabályozott részletes feltételeire, az abban foglaltak alóli mentességekre, az autóbuszos személyszállítási szolgáltatási feltételekre, valamint a közúti személyszállítási üzletszabályzatra vonatkozó szabályokról szóló 213/2012. (VII. 30.) Korm. rendelet módosításáról).
- az emberi erőforrások minisztere rendeletet adott ki (27/2017. (X. 18.) EMMI rendelet) a nevelési-oktatási intézmények által szervezett országhatárt átlépő autóbuszos kirándulások biztonságáról, amelyben a többi közt előírják, hogy „a tanulókat, gyermekeket szállító autóbusz nemzetközi forgalomban 23:00 és 04:00 óra között nem közlekedhet”.